# Sant Sadurní de Gallifa
Sant Sadurní de Gallifa és una ermita romànica al municipi de Gallifa, al Vallès Occidental. És al cim de la Mola, a 942,3 metres d'altitud. És al nord-est del poble de Gallifa, a l'extrem meridional del Serrat Punxegut. Dona nom als Cingles de Sant Sadurní, que envolten la pràctica totalitat de la Mola, el Turó de la Pinassa i el Morral del Puig. És un edifici que forma part de l'Inventari del Patrimoni Arquitectònic de Catalunya.
Des del cim de la Mola hi ha una panoràmica excel·lent sobre el Vallès i el Moianès. Just al costat de l'ermita hi ha el mirador de la Guineu, des d'on s'aconsegueixen unes fantàstiques vistes del Prepirineu, Moià, Centelles i el Puigsagordi, Sant Feliu de Codines, el Vallès, la Mola de Sant Llorenç del Munt i Montserrat. S'hi pot arribar a peu seguint diversos itineraris que comencen a Castellterçol, a Gallifa o a Sant Feliu de Codines.

## Descripció
L'ermita de Sant Sadurní es dreça a 951 m d'altitud, amb la casa dels ermitans adossada a ponent i un cos de planta quadrada al mur de migdia. La capella és preromànica del segle x mentre que l'absis és del final del segle xi. És un edifici de nau única, de planta trapezoïdal, coberta amb volta de canó, amb absis semicircular més estret que la nau, amb tres finestres de doble esqueixada. Aquest està decorat amb arcuacions i lesenes llombardes que acaben en un sòcol. Al seu costat hi ha un cos quadrat de dos pisos, afegit segurament durant el segle xii, que podria ser la base d'un campanar. El 1714 s'edificà la casa dels ermitans, adossada a la nau i actualment abandonada.
Adossat i a tocar de l'absis hi ha un cos de planta quadrada i dos pisos; sembla d'un edifici preromànic del segle x. La seva funció no és clara, podia ser d'un ús de campanar o de torre de defensa.

## Història
Es té constància del paratge des de l'any 939 quan Ató vengué al levita Guadamir una finca que termenejava amb la domus (terme del llatí vulgar per a referir-se a una casa o edifici), de Sant Sadurní. En una butlla del papa Benet VII de l'any 978 en què es defineix els límits del Bisbat de Vic, i figura la muntanya de Sant Sadurní. En un document de l'any 1063 consta que un tal Bonfill dona a l'església dos mancusos (moneda d'or medieval amb un pes de quatre grams). De l'àrab mangúx-gravat això permet suposar que devien fer-s'hi obres importants.
L'any 1316 era un priorat del monestir de la Portella i, mentre en depengué, hi hagué una petita comunitat i, sempre, almenys amb un capellà. En el segle xvii l'edifici estava en molt mal estat i el bisbe prohibí, l'any 1604, celebrar-hi missa.